# Der Herr mit der schwarzen Melone
Pour plus de détails, voir Fiche technique et Distribution.
Der Herr mit der schwarzen Melone (titre français : L'Homme au chapeau melon) est un film suisse réalisé par  Karl Suter, sorti en 1960.

## Synopsis
Hugo Wiederkehr est employé de banque et obéit à beaucoup de sortes de clients. Parmi eux, il y a l'industriel Meissen et sa fille Christine dont il tombe amoureux. Mais cela est égal à la jolie fille, car il n'est pas de la même classe sociale. De plus, il est actif en tant que bricoleur et inventeur, ce qui le fait paraître dépensier. Lorsque son employeur refuse un prêt parce que son père est emprisonné pour fraude, il apparaît déçu. Hugo veut avoir l'argent différemment. En tant qu'ancien employé de la banque, il sait l'argent est transporté entre Zurich et Genève en avion.
Pendant le vol, il parvient à prendre 3 millions de francs ni vu ni connu. La police est désemparée. Il se rhabille et descend dans un hôtel de luxe de Genève où les riches le prennent pour l'un des leurs. Sans le reconnaître, Meissen lui présente sa fille. Au cours d'une conférence sur l'énergie atomique, Hugo confond sa mallette rempli d'argent avec la mallette remplie de papiers secrets de la délégation russe. Il y a une chasse qui se termine au poste de police. La confusion est éclaircie. Christine veut épouser Hugo pour son courage. Il envoie l'argent à sa banque parce qu'il n'en a plus besoin.

## Fiche technique
- Titre : Der Herr mit der schwarzen Melone
- Réalisation : Karl Suter assisté d'Ernst Stiefel
- Scénario : Karl Suter, Alfred Bruggmann, Hans Gmür, Walter Roderer (de)
- Musique : Hans Moeckel
- Photographie : Rudolf Sandtner
- Montage : René Martinet (de)
- Production : Erwin C. Dietrich
- Société de production : Urania-Film
- Société de distribution : Prisma
- Pays d'origine :  Suisse
- Langue : suisse allemand
- Format : Noir et blanc - 1,37:1 - Mono - 35 mm
- Genre : Comédie policière
- Durée : 100 minutes
- Dates de sortie :
  - Suisse : 21 juillet 1960.
  - Allemagne : 19 août 1960.
  - France : 9 septembre 1960[1].

## Distribution
- Walter Roderer (de) : Hugo Wiederkehr
- Sabina Sesselmann : Christine Meissen
- Gustav Knuth : Le directeur général Meissen
- Hubert von Meyerinck : Le chef de la délégation
- Charles Regnier : M. von Seelisberg
- Max Werner Lenz : Le directeur de la conférence
- Alfred Lohner: Le directeur de la banque
- Pamela Wedekind : La baronne von Lohwitz
- Willy Fueter (de) : Le père Wiederkehr
- Walburga Gmür : La mère Wiederkehr
- C. F. Vaucher : Le chef du département
- Alphonse Kehrer : Le chef de la réception
- Oskar Hoby : Fritz Biller
- Fred Haltiner (de) : Le gigolo
- Bruno Ganz : Le majordome

## Source de la traduction
- (de) Cet article est partiellement ou en totalité issu de l’article de Wikipédia en allemand intitulé « Der Herr mit der schwarzen Melone » (voir la liste des auteurs).